# Nadji Jeter
Nadji Anthony Jeter (Atlanta, Georgia, 1996. október 18.–) amerikai színész, táncos és zenész. Leginkább a Reed Between the Lines és a Nagyfiúk 1-2. filmekből ismert. Film- és televíziós szerepei mellett Jeter tizenkét nemzeti reklámban szerepelt, valamint 2011-ben a Coca-Cola reklámarca volt. Továbbá ismert arról is, hogy ő alakította Miles Morales-t a Marvel Pókember tv-sorozatban, emellett a Spider-Man című videójátékban is ábrázolta a karaktert.

## Letartóztatása
2015 januárjában Jetert (akkoriban 18 éves volt) a Kaliforniában található Burbankben letartóztatták marihuána hatása alatt folytatott vezetés miatt. A hírek szerint Jeter egy éjszakát töltött a börtönben, aztán kiengedték.

## Magánélete
Jeter Atlantában (Georgia) született. Fiatalkorában a szülei észrevették, hogy tehetsége van a tánc, a színészet és a komédia terén. Ő volt az úgynevezett „Lil Harry a Hawk”, az NBA Atlanta Hawks csapatának egyik táncoló kabalája. 2007-ben Kaliforniába (Los Angeles) költözött, és folytatta karrierjét. Jeter jótékonysági munkát folytat a Starlight Children Alapítvány-ban. Hatéves kora óta részt vesz az Usher New Look Alapítványban, és 2013 júliusában az alapítvánnyal végzett munkájáért megkapta a Global Youth Leadership-díjat.

## Filmográfia

### Filmek
| Év   | Cím               | Eredeti cím            | Szerep                  | Magyar hang    | Rendező           | Megjegyzés              |
| ---- | ----------------- | ---------------------- | ----------------------- | -------------- | ----------------- | ----------------------- |
| 2006 |                   | Dirty Laundry          | kisgyerek               |                | Maurice Jamal     |                         |
| 2006 |                   | Beats Style and Flavor | színész                 |                | Reagan L. Thomas  | stáblistán nem szerepel |
| 2008 | Alulképző         | Lower Learning         | parittyával lövő gyerek |                | Mark Lafferty     | stáblistán nem szerepel |
| 2009 | Ha a gyerek az úr | Opposite Day           | Jasper                  | Závodi Marcell | R. Michael Givens |                         |
| 2010 | Nagyfiúk          | Grown Ups              | Andre McKenzie          | Czető Ádám     | Dennis Dugan      |                         |
| 2013 | Nagyfiúk 2.       | Grown Ups 2            | Andre McKenzie          | Czető Ádám     | Dennis Dugan      |                         |
| 2016 | Az 5. hullám      | The Fifth Wave         | Süti                    | Penke Bence    | J Blakeson        |                         |
| 2016 | Tánctábor         | Dance Camp             | Hunter                  |                | Bert & Bertie     |                         |
| 2017 | Az igazi csoda    | Wonder                 | Justin                  | Penke Bence    | Stephen Chbosky   |                         |

### Televíziós sorozatok
| Év                | Cím                    | Eredeti cím            | Szerep          | Megjegyzés                                                     |
| ----------------- | ---------------------- | ---------------------- | --------------- | -------------------------------------------------------------- |
| 2007              |                        | Grey's Anatomy         | Bobby           | Epizód: "A Change Is Gonna Come"                               |
| 2008              | Mindenki utálja Christ | Everybody Hates Chris  | Guy / Jason     | Episodes: "Everybody Hates James" "Everybody Hates Homecoming" |
| 2009              | Elfelejtve             | The Forgotten          | focis srác 2#   | Epizód: "Prisoner Jane"                                        |
| 2011              |                        | Reed Between the Lines | Keenan Reynolds | 25 epizód                                                      |
| 2013              | Castle                 | Castle                 | Joey Malone     | Epizód: "Under the Influence"                                  |
| 2015              | Jessie                 | Jessie                 | Terry           | Epizód: "Basket Cases"                                         |
| 2015              | Apa csak egy van       | Last Man Standing      | Brandon Larabee | Epizód: "Vanessa Fixes Up Eve"                                 |
| 2017 - napjainkig | Marvel Pókember        | Spider-Man             | Miles Morales   | magyar hang: Czető Ádám                                        |
| 2017              |                        | Bobbi Kristina         | Nick Gordon     | TV film                                                        |

### Videójátékok
| Év   | Cím                                         | Szerep        |
| ---- | ------------------------------------------- | ------------- |
| 2013 | The Last of Us                              | Sam           |
| 2018 | Spider-Man                                  | Miles Morales |
| 2019 | Marvel Ultimate Alliance 3: The Black Order | Miles Morales |